# Pannewitz am Taucher
Pannewitz (obersorbisch Panecy), früher auch Pannewitz b. Bischofswerda oder Pannewitz am Taucher, ist seit dem 1. Januar 1994 ein Ortsteil der Gemeinde Burkau im Landkreis Bautzen in Sachsen. Bis zur Eingemeindung nach Großhänchen am 1. April 1936 war Pannewitz eine eigenständige Gemeinde.

## Lage

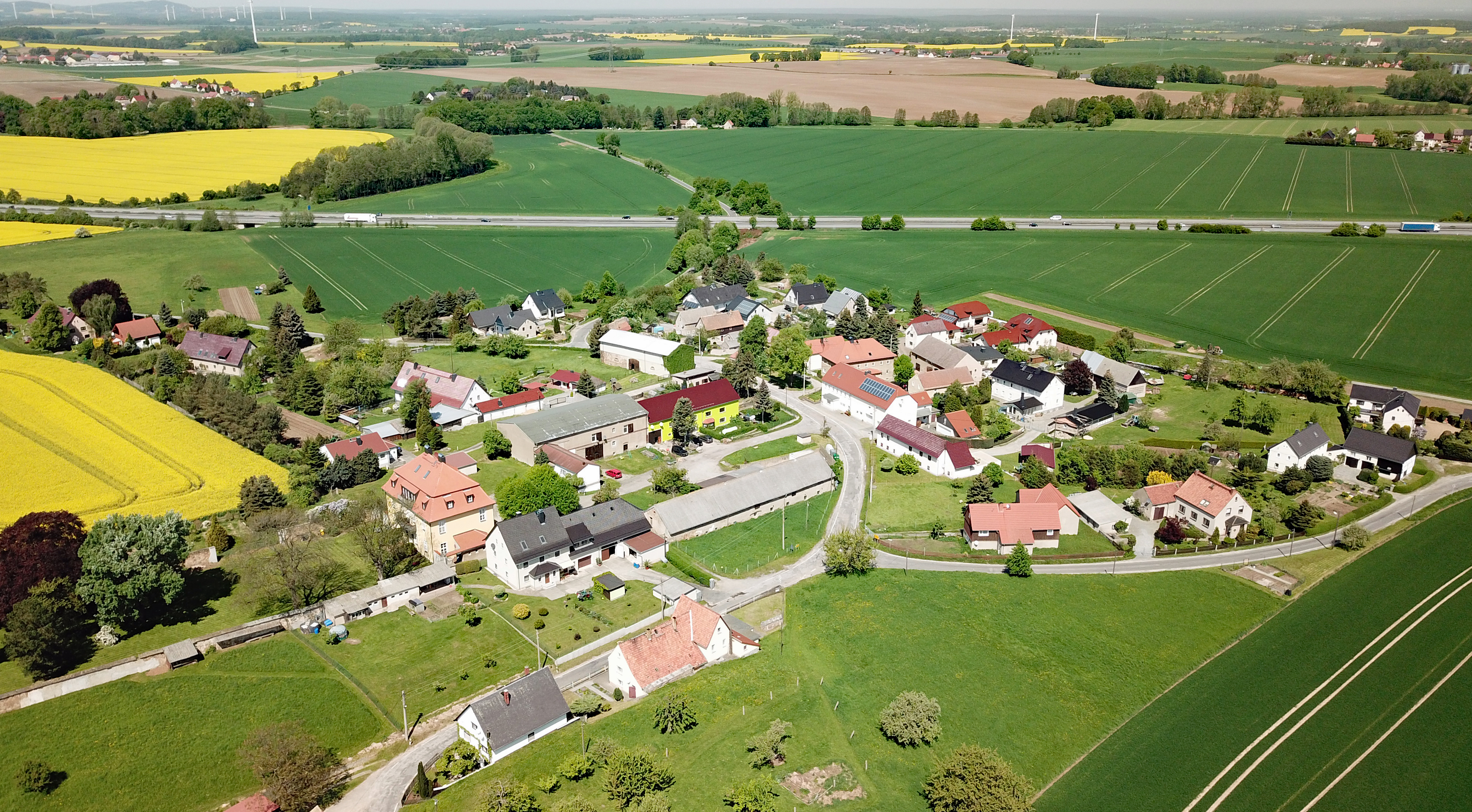
Luftbild von Pannewitz

Pannewitz liegt zehn Kilometer nördlich von Bischofswerda und 13 Kilometer westlich von Bautzen in der Oberlausitz am Pannewitzer Wasser. Südwestlich des Ortes erstreckt sich der Taucherwald. Unmittelbar nördlich führt die Bundesautobahn 4 an Pannewitz vorbei, deren Anschlussstelle Uhyst am Taucher ist etwa zwei Kilometer vom Ort entfernt. Pannewitz selbst liegt an den Kreisstraßen 7270 und 7271.
Nachbarorte von Pannewitz sind Auschkowitz im Norden, Zischkowitz im Nordosten, Coblenz im Osten, Dobranitz im Südosten, Großhänchen im Süden, Taschendorf im Südwesten, Uhyst am Taucher im Westen und Kleinhänchen sowie Neraditz im Nordwesten.

## Geschichte
Pannewitz wurde erstmals im Jahr 1240 urkundlich erwähnt. Der sorbische Ortsname Panecy könnte nach Jan Meschgang von dem Personennamen Pan oder dem Wort pan für Herr abgeleitet sein, welcher wiederum von dem Begriff župan stammt, der einen Burgwardhauptmann beschreibt. Die Ortsbezeichnung könnte auf eine frühere, auf dem Gebiet von Großhänchen gelegene Burg zurückzuführen sein. Seit 1262 ist Pannewitz als Herrensitz belegt, im Jahr 1276 wurde mit einem Tizo de Panuwicz das erste belegbare Mitglied des aus dem Dorf stammenden Adelsgeschlechtes Pannwitz (auch Panwitz oder Pannewitz) erstmals urkundlich genannt.
Zwischen 1374 und 1382 stand Pannewitz unter der Grundherrschaft des Klosters St. Marienstern aus Kuckau. Später kam das Dorf in den Besitz des Rates der Stadt Bautzen. Ab etwa 1580, nach anderen Angaben ab Beginn des 17. Jahrhunderts, gehörte das Rittergut Pannewitz einem Rudolf von Bünau, der im Jahr 1647 hoch verschuldet starb. 1657 erwarb ein Otto Heinrich von Zezschwitz das Gut. In der Kaufurkunde wird Pannewitz nicht mehr als Rittergut, sondern als Vorwerk erwähnt und es wird die Existenz eines Dorfkruges belegt. 1749 wurde der Ort für einen Preis von 13.500 Talern von Kriegsrat Johann Heinrich Simonis gekauft. Um 1773 gab es in Pannewitz eine Schule, die Schule wurde wenig später nach einer Beschwerde des Dorflehrers aus Uhyst geschlossen. Nachdem Pannewitz in den folgenden Jahren nur durch eine Erbfolge die Besitzer wechselte, kaufte ein Moritz Julius Kahle das Gut schließlich für 36.000 Taler.
Am 1. April 1936 erfolgte die Eingliederung von Pannewitz in die Gemeinde Großhänchen. 1945 wurden die letzten Gutsbesitzer nach einer Bodenreform in der Sowjetischen Besatzungszone enteignet und das Land auf Neubauern aufgeteilt. In dem Gutshaus war ab Mitte der 1950er Jahre ein Erntekindergarten untergebracht, dieser wurde jedoch bereits 1955 oder 1956 wieder aufgelöst. Die Gemeinde Großhänchen mit dem Ortsteil Pannewitz wurde am 1. Mai 1973 nach Uhyst am Taucher eingemeindet und Großhänchen und Pannewitz wurden eigenständige Ortsteile dieser Gemeinde. Die Gemeinde Uhyst am Taucher schloss sich am 1. Januar 1994 mit Burkau und Kleinhänchen zu der neuen Gemeinde Burkau zusammen.

## Bevölkerung
Für das Jahr 1777 sind in Pannewitz sechs Gärtner und elf Häusler verzeichnet. Im Jahr 1834 hatte der Ort 86 Einwohner, diese Zahl stieg bis 1871 auf 122 Einwohner an und sank danach zunächst auf 108 im Jahr 1890, bevor die Einwohnerzahl bis 1910 auf 126 anstieg und bis 1925 wieder auf 117 abfiel. Von letzteren waren sechs Einwohner römisch-katholischer Konfession, alle anderen waren evangelisch-lutherischen Glaubens. Nach dem Zensus vom 9. Mai 2011 lebten in Pannewitz 101 Einwohner in 42 Haushalten. Das Durchschnittsalter lag bei 47,9 Jahren und somit nach Taschendorf am zweithöchsten.
Ursprünglich gehörte Pannewitz zum obersorbischen Sprachgebiet. In der Statistik über die sorbische Bevölkerung in der Lausitz ermittelte Arnošt Muka im Jahr 1884 eine Einwohnerzahl von 125, von diesen waren 92 Sorben (74 %). Anders als beispielsweise die Nachbardörfer Coblenz und Zischkowitz gehört Pannewitz heute jedoch nicht mehr zum amtlichen sorbischen Siedlungsgebiet.